# キャリアデザイン
キャリアデザイン（英:  career design）は、組織化された計画と自らの職業的キャリアの積極的な経営選択の組み合わせのことである。

## 概要
キャリアデザインは、選択されたキャリアオリエンテーションと関連したキャリア戦術の適用によるキャリア戦略の実施としてMary Valentichによるソーシャルワークの博士論文で初めて定義された（Valentich＆Gripton、1978）。キャリアオリエンテーションは、特定の目標や関心によって形成され、これらの目標や興味を具体的な位置で特定できる、自分のキャリアの全体的なデザインやパターンを指していた。キャリア戦略は、キャリア目標の実現と目標そのものの特異性に対する個人の一般的なアプローチに関係する。2つの一般的な戦略アプローチに、適応性と計画性がある。キャリア戦術とは、満足のいく雇用状況で自分を維持するための行動である。戦術は多かれ少なかれ積極的であり、仕事の状況における主張は、他人の権利を尊重しながら自分のキャリア上の利益を進めるための行動、または正当な権利を行使するための行動を指す。
ValentichとGriptonは、「成功とは希望するポジションやその他の報酬の獲得を通じてキャリアを効果的に管理することである」と定義した。成功したキャリアマネジメントの成果には、個人的な達成、仕事と生活のバランス、目標の達成と財政の安全性が含まれる。
キャリアには、半熟練から熟練、半専門から熟練まであらゆるタイプの雇用が含まれる。職業は、しばしば人の勤務期間全体にわたって単一の取引スキルや職業、またはビジネス会社に対する雇用契約に限定されてきた。しかし近年では、キャリアには近い将来の雇用の変化や修正が含まれている。
マイナーなバリエーションを持つ以下の分類システムが広く使用されている。
1. 全体の目標と目標の開発
2. 戦略（選択された目標/目的を達成するための一般的手段）の開発
3. 戦略を実施するための具体的手段（政策、規則、手続き、活動）の開発
4. 必要に応じて、戦略を変更するための選択された目標/目標の達成に向けた進捗状況の体系的な評価

## 目標または目的の開発
キャリア管理プロセスは、目標を設定することから始まる。比較的具体的な目標/目的を策定しなければならない。この作業は、個人がキャリアの機会についての知識が不足している、または自分の才能と能力を完全に意識していないときには非常に困難である。しかし、キャリアマネジメント全体のプロセスは、本質的に特定のものか一般的なものかにかかわらず、定義された目標/目的の確立に基づいている。キャリアアセスメントを活用することは、誰かと最も共感する機会とキャリアパスを特定する上で重要なステップとなる可能性がある。キャリアアセスメントは、迅速かつ非公式なものからより詳細なものに及ぶことができる。使用するものに関係なく、それらを評価する必要がある。今日（良質ではあるが）無料で見つかったほとんどの評価は、詳細な評価を提供していない。
選択された目標や目標（短期、中期、長期）を達成するための時間的枠組みは、その形成に大きな影響を与える。
1. 短期目標（1年または2年）は、通常、具体的であり、範囲が限定されている。短期目標は定式化が容易である。それらが達成可能であり、長期的なキャリア目標に関連していることを確認しなければならない。
2. 中期目標（3〜20年）は、短期目標よりも具体性が低く、オープンエンドになる傾向がある。将来の未知数が非常に多いため、中長期目標は短期目標よりも定式化が難しい。
3. 長期的な目標（20年以上）は当然、最も流動的である。潜在的な機会と落とし穴に関する人生の経験や知識の欠如は、長期目標/目標の策定を非常に困難にしている。しかし、長年の目標/目標は、あるキャリアから他のキャリアへの経験/知識の移転のために、大きな努力を失うことなく追加の情報を受け取ると容易に変更することができる。
4. キャリアの選択と意思決定 - 伝統的なキャリア介入の焦点。変更された作業の性質は、個人が過去および現在よりも頻繁にこのプロセスを現在および将来より頻繁に再訪しなければならない可能性があることを意味する。
5. 組織のキャリア管理 - 意思決定、ライフステージ移行、ストレス対応など、職場内の個人のキャリア管理タスクに関係する。
6. 「境界のない」職業を管理することは、雇用が単一組織の境界を超えている労働者、例えばアーティストやデザイナーの間で共通する作業スタイルに必要なスキルを指す。
7. 個人の発展を支配する - 雇用者の責任がより少なくなるため、従業員は自分の雇用可能性を維持し向上させるために、自分の開発を管理する必要がある。

## キャリアプランニング
キャリアプランニングは、キャリアマネジメントのサブセットである。キャリアプランニングは、戦略的計画とマーケティングのコンセプトを、自分の専門的な将来を担当することに適用する。キャリアは進行中のプロセスなので、継続的に評価する必要がある。ある期間の個々の学習と開発を再評価するこのプロセスは、キャリアプランニングと呼ばれる。 MondyとNoeによると、「キャリアプランニングは、個人がキャリア目標を設定し、達成目標を設定する継続的なプロセスである」

## キャリアプランニングの重要性
自分のキャリアプランニングを考え出すことが重要である。それは、自分に必要な方向性を与え、将来どこに自分自身を見るかを明確にする。それは将来的に目標を達成するために必要な、強みと弱み、そしてスキルと知識を教える。
私たちの人生の大部分は、私たちのキャリア目標を達成するために費やされている。したがって、自分の人生の初期段階で正しい手順が取られ、正しい計画が確実に行われたことを確認することが非常に重要である。明確な心を持って生まれ、自分が何をしたいのかを知っている人、そして先の人生の中で自分がどこにいるのかを知っている幸運な人はほとんどいない。しかし、私たちの大多数は、私たちが人生から望むものを確信していないので、物事を計画することは非常に重要である。したがって、キャリアプランニングは自分のキャリアと、人生、真の意味と目的を何らかの形で与えるものである。

## キャリアプランニングのプロセス
キャリアプランニングのプロセスは、キャリア開発ステージとキャリア開発モデルとも呼ばれる。これらの手順は、自分のキャリアを計画し、将来について決定するのに役立つ。

### 自己評価
自己評価とは、スキル、潜在力、強み、目標を達成する能力を評価するのに役立つプロセスである。ステップの名前が示唆するように、自分自身を評価し、分析に基づいて自分の長所と短所を念頭に置いて、将来の計画を立案する。将来の計画を策定することにより、このステップを実行することで、自分が選択したい職業とキャリアパスを確定することができる。複数のキャリアを選択して確定し、ロールバックを決定した場合は、1つまたは2つのキャリアを保つようにする。自分が選んだキャリアに満足していない場合や、後で時間がたつにつれて、これが自分のためではないことを知りえた場合は、バックアップ計画が必要になる。

### 自己開発
自分自身を自己分析したら、注意しなければならない第2のステップは、上記のステップで特定した抜け穴を埋めることである。これにより、このステップでは、目標や目標を達成するために必要な資質やスキルは何かを確認する必要がある。例えば、自分が選択した職業に完璧になるように、訓練やフィールドでの特定のコースが必要であると決めるかもしれない。
例えば絵を描くことに興味があるかもしれないが、その分野に必要な傾向や知識をあまり気づかないかもしれない。または、興味を持ち、教授のような職業について多くのことを認識しているが、自分が好きなニッチなレベルと、自分がかなりうまくやり遂げることができるテーマが何かをまだ知っていない場合がある。

### 徹底的な研究自己開発
自分のケースで有利なキャリアと、優れた成果を得るために必要なスキルと改善をリストアップしたら、3番目のステップでは、集中的な調査を行い、キャリアオプションや自分がそれでチャンピオンになるために必要なスキルを知る。そこでは、以下の質問を検討する
- 選んだキャリアの範囲は？
- そのキャリアで将来生活できるか？
- そのキャリア分野の拡大の余地はあるか？

### 行動様式を思いつく
上記の手順で確定した要素の実現可能性を調査した後、次のステップは、何らかのアクションを示し、ページ上に計画を書き出す。このステップでは、上記で決めたステップをどのように達成し達成するかを計画する必要がある。行動計画を立てる最善の方法は、自分のための小さな目標を思い付くことである。これらの小さな目標が達成されると、主目的と主要目標にどれくらい近いかを見ることができる。この小さなステップは、主な目的の道筋として機能する。

### アクション
小さな目標と主な目的を達成すれば、次のステップは計画の実施を開始することである。正しい軌道上にいることを確認するために活動を非常に詳しく追跡する。そして、この道をたどることによって、確実に目標を達成できるだろう。